# Georges St. Pierre

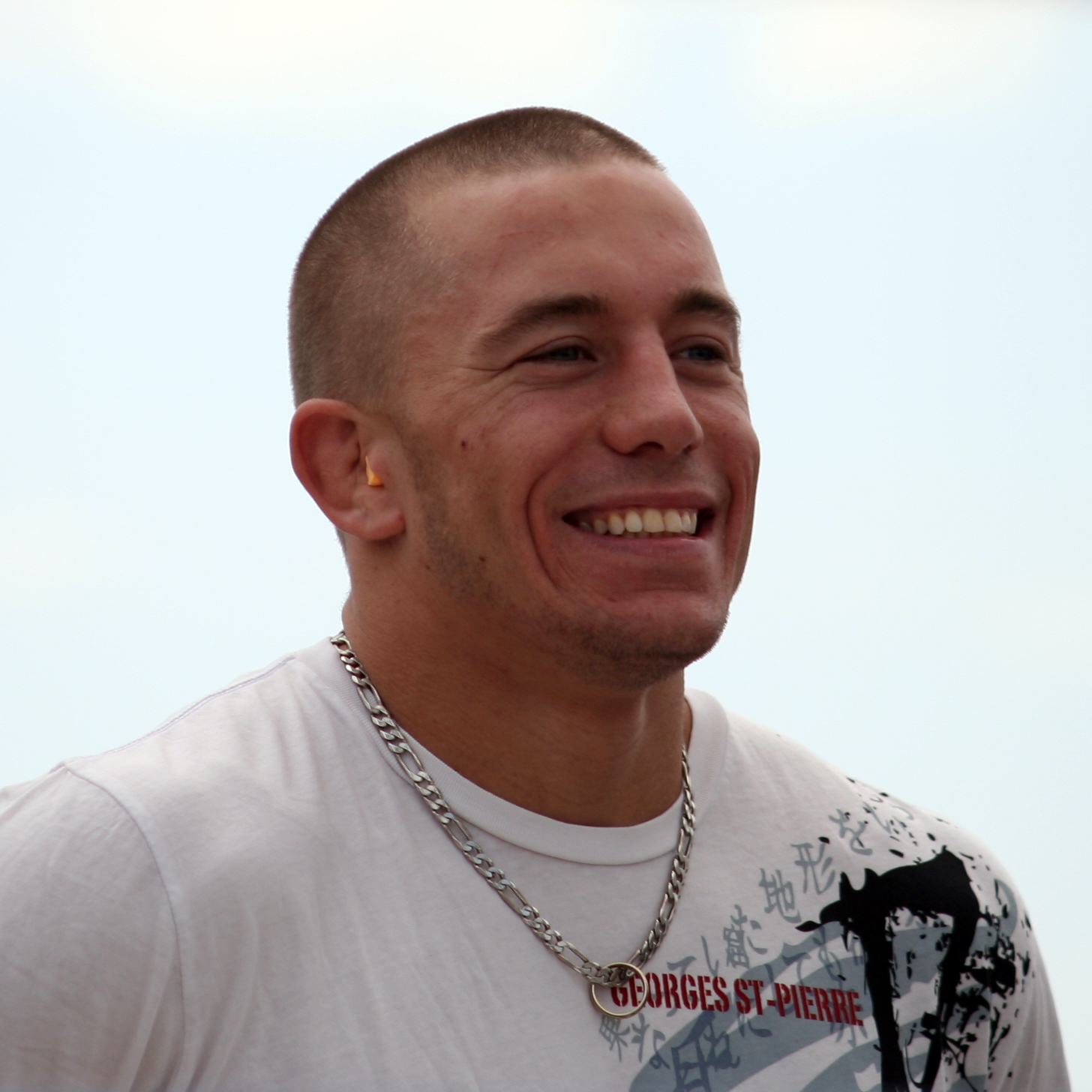
GSP em 2007.

Georges St. Pierre (Saint-Isidore, 19 de maio de 1981), também conhecido como GSP, é um ex-lutador canadense de artes marciais mistas e ex-duplo campeão de MMA Peso-Médio e Peso-Meio Médio. GSP acumula 14 títulos mundias pelo UFC, e 9 defesas de títulos. Ele já foi consagrado com o prêmio World MMA Awards de Lutador do Ano de 2009, além de ser eleito como o maior atleta canadense do ano por três vezes consecutivas (2008, 2009, 2010). Antes da pausa, GSP era classificado em #2 no Ranking Peso por Peso do UFC, atrás apenas de Jon Jones. Georges St-Pierre é ainda o lutador há mais tempo invicto da atualidade no UFC, com 13 triunfos consecutivos, e detém recordes como o lutador com maior número de vitórias em disputas de cinturão no peso meio médio, com 12; e como o atleta com mais tempo de luta no Ultimate, com 5h42m32s. Georges, é ao lado de B.J. Penn, Conor McGregor, Randy Couture, Daniel Cormier, Amanda Nunes, Henry Cejudo, Jon Jones e Alex Poatan os únicos lutadores da história do UFC a serem campeões em duas categorias de peso diferentes.

## Biografia
Georges St-Pierre nasceu em 19 de maio de 1981, em Saint-Isidore, Quebec, filho de Roland e Pauline St-Pierre. GSP teve uma infância difícil, estudou em uma escola onde seus colegas o roubavam com frequência. Ele começou a aprender Karatê Kyokushin justamente para se defender do bullying sofrido no colégio. GSP começou a praticar Kickboxing, wrestling e jiu-jitsu brasileiro após seu mestre de karatê morrer. Antes de se tornar um lutador de MMA profissional, GSP trabalhou como segurança de uma boate na zona sul de Montreal chamada Fuzzy Brossard e como lixeiro por seis meses para pagar seus estudos.
GSP tem treinado com uma série de atletas e em diversas academias durante toda sua carreira. Antes de sua luta com B.J. Penn no UFC 58, ele treinou na Renzo Gracie Jiu-Jitsu Academy, em Nova York. GSP recebeu sua faixa marrom em Jiu-Jitsu de Renzo Gracie em 21 de julho de 2006. Em setembro de 2008, St-Pierre recebeu a faixa preta em Jiu-Jitsu do professor Bruno Fernandes .
GSP começou a treinar com Rashad Evans, Diego Sanchez, Nathan Marquardt, Keith Jardine, Donald Cerrone e outros lutadores de MMA na Greg Jackson's Submission Fighting Gaidojutsu School no Novo México. Alguns dos alunos de Jackson costumam acompanhar GSP em Montreal ajudando-o na sua preparação para aos lutas. Um exemplo disso, foi na preparação de GSP para o UFC 94 contra B.J. Penn no Tristar Gym. Os treinos de força e condicionamento de GSP são feitos pelo seu treinador Jonathan Chaimberg na Adrenaline Performance Centre, em Montreal. Atualmente, GSP treina Kickboxing e Boxe com Phil Nurse em Nova York.
Em setembro de 2010, GSP viajou para as Filipinas pela primeira vez para promover o MMA. Ele teve uma recepção calorosa para a sua primeira visita, em Manila, e diz-se surpreendido com a tamanha paixão dos asiáticos para com os esportes de luta.

## Carreira no MMA
GSP já pensava em ser um campeão assistindo as lutas de Royce Gracie no UFC 1 em 1993. Em sua primeira luta no MMA venceu o também canadense Ivan Menjivar por nocaute técnico no primeiro round.

### Estreia no UFC
GSP estreou no UFC 46 derrotando Karo Parisyan por decisão unânime. Sua próxima luta no UFC foi contra Jay Hieron no UFC 48. GSP derrotou Hieron por nocaute técnico em apenas 1:42 do primeiro round.

### Primeira Disputa de Cinturão
Após sua segunda vitória no UFC, ele enfrentou a lenda Matt Hughes no UFC 50 pelo cinturão dos meio-médios do UFC. Apesar de um desempenho competitivo contra um lutador muito mais experiente, GSP foi finalizado por uma chave de braço no último segundo do primeiro round. O primeiro capítulo de sua Trilogia contra Hughes havia acabado. GSP afirmou após a luta que tinha medo de enfrentar Hughes novamente naquelas suas condições, ele afirmou que precisa crescer mais como lutar para encarar Hughes de igual para igual.

### Crescimento e novo Caminho ao Cinturão
Depois da derrota para Hughes, GSP se recuperou vencendo Dave Strasser no evento TKO-19 em 2005. Ele então retornou ao UFC para enfrentar Jason Miller no UFC 52,onde venceu por decisão unânime em uma luta cheia de cortes e sangramentos.
GSP então aceitou enfrentar o principal desafiante ao cinturão dos meio-médios Frank Trigg no UFC 54. GSP controlou a luta, e no final do primeiro round encaixou um mata-leão e finalizou Trigg. Depois da luta, num momento marcante da sua entrevista, GSP literalmente se ajoelhou aos pés do presidente do UFC Dana White e pediu por outra chance de disputar o cinturão dos meio-médios. Em seguida, GSP travou uma luta bastante interessante contra Sean Sherk que seria o futuro campeão dos Pesos Leves do UFC. A luta marcada para o UFC 56, atraiu bastante atenção pelo fato de tanto GSP e Sherk possuirem um condicionamento físico incrível. Apesar de Sherk ser mais forte fisicamente GSP se aproveitou disso e usou toda sua agilidade para dominar o combate. Dessa forma, conseguiu se tornar o segundo lutador a vencer Sherk e o primeiro lutador a nocautea-lo.
GSP voltou a lutar no UFC 58 contra o ex-campeão dos meio-médios do UFC B.J. Penn. A luta determinaria o desafiante número 1 ao cinturão dos meio-médios. No combate, GSP usou a velocidade do seu kickboxing contra Penn que, por sua vez, procurava acertar os golpes de encontro e os contra ataques, e se aproveitando de uma situação na luta, Penn acertou um gancho incrível que acertou a ponta do nariz de GSP e quebrando-o. Com nariz quebrado, GSP voltou para o segundo round precisando virar a luta e, combinando golpes, conseguiu se impor mais no round. No último e decisivo round, GSP conseguiu encurtar a distância e trabalhar os golpes no clinch. Por decisão dividida dos juízes (29–28, 28–29, 29–28), GSP venceu a batalha. Sua revanche contra Matt Hughes foi marcada para o UFC 63, mas não ocorreu devido a uma lesão na virilha. GSP foi substituído por Penn no combate.

#### The Ultimate Fighter
GSP foi visto como um treinador do The Ultimate Fighter 4: The Comeback (TUF), na Spike TV juntamente com Matt Hughes, Rich Franklin, Chuck Liddell dentre outros. O TUF contou com lutadores que foram anteriormente vistos em eventos do UFC, incluindo Matt Serra, Shonie Carter, Pete Sell, Patrick Côté, e Travis Lutter. GSP foi visto dando bastante apoio na formação do seu colega canadense Patrick Cote.

### A Consagração e a Queda
No UFC 63, GSP fez uma aparição para apoiar o também canadense David Loiseau em sua luta contra Mike Swick. No mesmo evento, após Matt Hughes derrotar BJ Penn por nocaute técnico através de um crucifixo, GSP entrou no ringue para se apresentar oficialmente como o próximo lutar pelo cinturão de Hughes, afirmando que ele estava feliz que Hughes tenha ganhado a luta, mas que ele não estava "impressionado" com desempenho de Hughes.
GSP teve sua revanche contra o campeão Matt Hughes no UFC 65, valendo o cinturão dos Meio-Médios do UFC. A luta quase foi interrompida no final do primeiro round quando GSP acertou um soco superman e um gancho de esquerda em Hughes, que levou o campeão a knockdown, mas Hughes conseguiu sobreviver até o final do round. No segundo round, GSP acertou um chute na cabeça de Hughes que derrubou o campeão novamente. Ainda no mesmo round, GSP acertou vários socos e cotoveladas e acabou vencendo a luta por nocaute técnico aos 4:55 com um armlock. Enfim, GSP se tornou o campeão dos meio-médios do UFC e o melhor meio-médio do mundo. Esse foi o segundo capítulo da Trilogia entre GSP e Hughes. Após a luta, em 30 de janeiro de 2007, GSP assinou um contrato de mais seis lutas com o UFC.
Após vencer o The Ultimate Fighter 4: The Comeback, Matt Serra teve a chance de disputar o cinturão dos meio-médios do UFC contra seu ex-treinador do TUF, e GSP defenderia seu cinturão pela primeira vez. No UFC 69, GSP entrou no combate como o total favorito e Serra, como ele próprio disse, como "total azarão". As apostas em Serra eram de 01/11. No inicio do combate, Serra não perdeu tempo e diminuiu a distância para evitar o favorecimento de alcance por GSP. E com uma  trocação franca, Serra encaixou um forte soco de direita que derrubou GSP que, por sua vez, rapidamente se levantou. Porém, Serra voltou a acertar GSP com um potente soco de direita que derrubou o campeão e completou a espetacular vitória sobre GSP, que estava no chão, ainda com vários golpes. GSP havia perdido o cinturão para Serra por nocaute técnico no primeiro round. GSP justificou dizendo que perdeu em parte devido à falta de foco por causa de problemas em sua vida pessoal, incluindo a morte de um primo próximo e a doença grave do seu pai. Tempos depois, rompeu com seu empresário e a maior parte de sua comitiva. GSP, desde então, passou a dizer que ele não deveria ter feito qualquer desculpa e que Serra era simplesmente o melhor lutador naquela noite.

### Trilogia Hughes e a Unificação dos Cinturões do Meio-Médios
Em 25 de agosto de 2007 no UFC 74, GSP voltou a lutar dessa vez contra o wrestling Josh Koscheck. Pelo fato de ser 4 vezes All-American na 1º Divisão da NCAA e uma vez campeão nacional de wrestling da NCAA, muito se achava que Koscheck iria impor seu jogo de wrestling sobre GSP e vencer a luta. Porém no primeiro round do combate, GSP além de controlar a luta em pé conseguiu uma queda em Koscheck, que depois de algum tempo, ainda no primeiro round devolveu a queda. No início do segundo round, GSP mais uma vez derrubou Koscheck e dessa vez tentou no chão encaixar uma kimura sem sucesso e durante o segundo e no terceiro round, GSP controlou a luta em pé e conseguiu derrubar Koscheck várias vezes. GSP acabou vencendo por decisão unânime (30–27, 29–28, 29–28). Mostrando total desenvolvimento no seu wrestling, GSP declarou sua intenção de recuperar o cinturão perdido
Sua vitória sobre Koscheck tinha colocado GSP no lugar candidato número ao cinturão dos meio-médios do UFC. Então estava decidido que GSP enfrentaria o vencedor da luta entre os treinadores do The Ultimate Fighter: Team Hughes vs. Team Serra, Matt Hughes e Matt Serra. Porém a luta que estava marcada para UFC 79, foi cancelada devida a uma lesão nas costas de Serra durante o treinamento, e como substituto de Serra no combate, foi determinado GSP que enfrentaria Hughes no último capítulo da Trilogia valendo o cinturão Interino dos Meio-Médios do UFC. Hughes mudou a estratégia nesse combate tentou por várias vezes derrubar GSP, mas mostrando muita técnica GSP se defendia das quedas e buscava seu jogo de kickboxing em pé. Em uma tentativa de queda de Hughes, GSP conseguiu se aproveitar e ficar por cima de seu adversário e em uma inversão de papéis para com a primeira luta, GSP tentou um Kimura que Hughes conseguiu se defender bem, até a inversão de finalização de GSP para uma chave de braço que obrigou Hughes de desistir verbalmente da luta, faltando apenas 5 segundos para o final do segundo round. GSP havia conseguido conquistar o cinturão Interino dos Meio-Médios e ainda faturou o prêmio de "Finalização da Noite.".
No UFC 83 em 19 de abril de 2008, GSP teve sua revanche contra Matt Serra valendo a unificação do cinturão interino de GSP com o cinturão principal de Serra. Foi o primeiro evento do UFC realizado no Bell Centre em Montreal , Quebec no Canadá. Ao invés de começar o combate com seu forte kickboxing, GSP decidiu encurtar a distância de derrubar rapidamente Serra, e trabalhando o ground 'n pound acertou vários socos em Serra, que se defendia de todas as tentativas de passagem de guarda de GSP. No segundo round, GSP retomou a estratégia e conseguiu derrubar Serra e alcançar as costas, e com fortes joelhadas na região do abdômen de Serra, GSP venceu a luta após o árbitro Yves Lavigne interromper a luta entendendo que Serra não estava se defendendo. GSP pela segunda vez conseguiu conquistar o cinturão dos meio-médios do UFC. Depois do confronto, GSP começou um treinamento de Jiu-jitsu nas academias da Gracie Barra e da Nova União no Rio de Janeiro, Brasil para a sua próxima luta contra Jon Fitch.
A primeira defesa de Cinturão de GSP era contra Jon Fitch no UFC 87 em Minneapolis, Minnesota. Fitch que é parceiro de treino de Josh Koscheck vinha de uma seqüência de 16 vitórias seguidas, sendo 8 vitórias no UFC e se caso ele vencesse seria o novo recorde de vitórias consecutivas no UFC. GSP em um desempenho incrível dominou totalmente a luta sendo extremamente efetivo no combate em pé aonde conseguiu dois knockdowns e sendo preciso em suas tentativas de queda. GSP conseguiu defender seu cinturão pela primeira vez ganhando por decisão unânime (50–43, 50–44, 50–44) e recebendo o prêmio de "Luta da Noite".

### UFC 94: St. Pierre vs. Penn 2
Após derrotar Fitch, GSP falou estava pronto para enfrentar Penn em uma super revanche, Penn que estava no evento entrou no octógono afirmou que adoraria fazer essa luta. Com o fato da primeira luta ter sido sensacional, os dois eram campeões do UFC, GSP como Meio-Médio e Penn como Peso Leve e de que seria a primeira luta entre dois campeões de divisões diferentes, o UFC marcou a luta para 31 de janeiro de 2009, na noite antes do Super Bowl no UFC 94, e antecipadamente foi à maior venda de PPV da história do UFC até o momento.
O primeiro round da luta foi fraco, Penn e GSP estavam se movimentando muito bem por isso durante as trocas poucos golpes acertaram. No segundo round, Penn mostrou uma performance sem brilho enquanto GSP forçava o clinch e as quedas, no final do round Penn mostrou-se completamente exausto. No terceiro round, o GSP veio com tudo mostrando por que da sua fama de um dos melhores lutadores peso-por-peso. No início acertou um soco superman, quebrando o nariz de Penn, e em seguida conseguiu derrubar Penn (fato que só Hughes até então tinha conseguido no UFC), e começou a castigar Penn com seu ground 'n pound, logo Penn se levantou, mas em seguida GSP derrubou ele novamente. Assim foi até o quarto round aonde depois de mais uma queda e mais um castigo do GSP sobre Penn, então o irmão do havaiano pediu para o árbitro parar a luta. Durante a luta, Penn reclamou que GSP estava muito escorregadio para segurar, então levaram à suspeita que a vaselina estava sendo ilegalmente aplicada no corpo de GSP. O assunto foi formalmente investigada pelo UFC e a Comissão Atlética de Nevada, a pedido de Penn. Na investigação, todas as reivindicações foram dadas como falsas e a Comissão decidiu que nenhuma investigação a mais fosse feita.

### Dominando a divisão dos Meio-Médios
A próxima defesa de cinturão de GSP foi sobre o mais perigoso trocador da divisão dos meio-médios Thiago Alves no UFC 100. A forma e a força física de Alves era impressionante, juntamente com seus números, 7 vitórias consecutivas sendo 5 por nocaute no segundo round e um desse nocautes sobre Matt Hughes. No combate, Alves parecia estar sentindo a pressão de uma disputa de cinturão, porém mesmo assim era muito perigoso na luta em pé, sendo assim GSP buscou as quedas e em seguida aplicar seu ground 'n pound. No segundo round, GSP manteve a estratégia de queda porém surpreendentemente conseguiu um knockdown em Alves. No terceiro round, GSP sentiu sua velha lesão na virilha dai por diante, GSP não se arriscou na luta derrubou Alves nas primeiras oportunidades e trabalho com segurança o ground 'n pound. GSP venceu por decisão unânime (50–45, 50–44, 50–45). Em 18 de julho de 2009, foi revelado que a lesão de GSP na virilha podia ser tratada e não necessitaria de uma cirurgia.
Enquanto GSP tratava da virilha, o próximo desafiante do cinturão sairia da luta entre Mike Swick e Martin Kampmann. Porém no início de Setembro, Swick não pode lutar devido a uma lesão, cancelando a luta que daria chance de um dos dois disputar o cinturão. Kampmann vendo a possibilidade de ser o novo desafiante encarou o inglês Paul Daley no UFC 103, porém foi nocauteado e ficou longe de disputar o cinturão. Swick recuperado da lesão marcou uam luta contra o inglês Dan Hardy, para determinar quem seria o próximo desafiante a cinturão. Porém impondo seu Muay Thai clássico Hardy venceu a luta e se tornou o novo desafiante, fato que deixou lutadores como Jon Fitch e Josh Koscheck irritados, já que Dan Hardy havia feito poucas lutas no UFC e não tinha vencido grandes adversários. Porém mesmo tendo caído de pára-quedas nessa luta pelo cinturão o UFC manteve a palavra e deu a oportunidade de Hardy lutar pelo cinturão.
GSP enfrentou Dan Hardy em 27 de março de 2010 no UFC 111. GSP não quis dar alguma chance a Hardy na trocação, por isso derrubou seu adversário nos primeiros segundos, após Hardy se levantar GSP o derrubou novamente, no chão GSP encaixou uma chave de braço perfeita, porém Hardy mostrou garra, coração e raça conseguindo mesmo sentindo muita dor, se acalmar e escapar da posição. Após o segundo round ser totalmente controlado por GSP no chão, o terceiro round começou com GSP derrubando Hardy e encaixando uma kimura perfeita, porém mais uma vez Hardy demonstrou superação e gemendo de dor resistiu bravamente a kimura, nos round seguintes GSP não deu chance a Hardy e dominou completamente. Após vencer a luta por decisão unânime (50–43, 50–44 e 50–45), GSP foi até Hardy perguntar como ele conseguiu sobreviver as finalizações, a resposta de Hardy foi simples: "I am Crazy..." (Eu sou Louco...).
Após Josh Koscheck vencer Paul Daley no UFC 113, Koscheck se tornou o principal desafiante a cinturão de GSP. O presidente do UFC, Dana White convidou tanto Koscheck e GSP para serem treinadores do The Ultimate Fighter na 12º temporada. Durante o reality Show Koscheck provocou GSP por várias vezes, que disse que só falaria sobre luta com ele dentro do octógono. A revanche foi marcada para o UFC 124, a impressa tratou a luta como a mais difícil de GSP dos últimos tempos, pelo fato de Koscheck ser um excelente wrestling e estar cada vez melhor na parte de trocação, enquanto GSP so derrubou seus oponentes e trabalhou o ground 'n pound nas últimas lutas. No evento realizado no Canadá, na cidade natal de GSP, quando Koscheck iria entrar no octógono a torcida inteira começou a vaiá-lo, pelo fato que na sua ultima luta no Canadá ele provocou a torcida canadense. No combate, Koscheck parecia estar tanto quanto nervoso, GSP se aproveitando da situação mostrou toda velocidade de seu kickboxing como nos velhos tempos. E no primeiro round, Koscheck ficou com o olho direito completamente inchado e fechado fato que o prejudicou durante o resto da luta, que foi dominada pelo excelente desempenho de GSP e de seu kickboxing. GSP venceu por decisão unânime (50-45, 50-45, 50-45). Após o combate GSP e Koscheck se elogiaram, e o clima de tensão entre os dois foi quebrado. Após alguns dias foi informado que Koscheck havia quebrado o osso orbital.
Com várias especulações de uma super luta entre GSP e Anderson Silva, Dana White afirmou que o próximo desafiante ao cinturão dos meio-médios é Jake Shields. No maior público do UFC na história, GSP encarou Shields no UFC 129 no estádio Rogers Center em Toronto. O combate se desenvolveu na trocação, de modo que GSP usou sua maior experiência no kickboxe para controlar Shields que trocava buscando a oportunidade de derrubar St. Pierre. No 3º round, GSP conseguiu um knockdown com um chute alto em Shields que se denfendeu em seguida com um simple leg. No 4º round, Shields se soltou mais na trocação conseguindo abrir um corte no nariz e embaixo do olho esquerdo de GSP, que dominou o ultimo round. GSP acabou vencendo por decisão unânime (50–45, 48–47, 48–47), sob algumas vaias, GSP falou após a luta que estava triste com seu desempenho e pedindo desculpa ao público que lotou o estágio esperando um espetáculo. Na conferência de imprensa, GSP foi muito criticado pelo grande domínio sem muita contundência e efetividade dos golpes, Dana White ainda falou que não descarta uma subida de divisão por parte de GSP, se caso ele aceitasse um confronto com Anderson Silva pelo cinturão dos médios seria inevitável, porém White afirmou que está interessado de ver um luta entre GSP e a estrela do Strikeforce, Nick Diaz. Na conferência de imprensa pós-luta do UFC 129, o presidente do UFC Dana White afirmou que St-Pierre poderia fazer a próxima luta contra o campeão dos meio-médios do Strikeforce Nick Diaz. "Eu tenho que falar com ele sobre o boxe em primeiro lugar, e depois vamos ver o que acontece lá. É uma luta interessante", disse White. "Eu estava lá ao vivo para a última luta e eu fiquei encantado com a luta de Nick Diaz. Me pareceu incrível."
Dana White confirmou via Twitter que o próximo adversário GSP seria Nick Diaz no UFC 137 no Mandalay Bay Event Center, em Las Vegas. Depois que Diaz não compareceu a alguns compromissos para promover o evento, foi anunciado que o companheiro de treinos de St-Pierre, Carlos Condit substituiria Diaz.
No entanto, em 18 de outubro de 2011, foi anunciado que St-Pierre tinha sofrido uma lesão no joelho direito, forçando-o a cancelar a luta com Diaz. Dessa maneira, Diaz enfrentou e perdeu para Carlos Condit no UFC 143, em uma luta valendo o Cinturão Interino dos Meio-Médios.

### Retorno depois de lesão e soberania
A lesão mostrou-se mais grave que o esperado, e GSP ficou 19 meses sem subir no octógono.
A próxima luta foi realizada contra Carlos Condit, campeão interino dos meio-médios. Em Novembro/2012, St-Pierre enfrentou Condit em Montrel pelo UFC 154, numa luta em que GSP dominou grande parte dos 5 rounds, mas quase foi nocauteado por um chute alto de esquerda do "Natural Born Killer". Surpreso, GSP afirmou que Carlos Condit foi o adversário mais duro de sua carreira:
"Ele foi meu adversário mais duro. Por favor, palmas para Carlos Condit. A sensação do octógono, da luta e do público me fizeram falta. Eu senti falta de tudo. Eu não vi o chute de Condit vindo, eu vi um borrão e fui atingido. O que você não vê é o que é mais perigoso. Muito obrigado a todos pelo apoio. Eu lutei por vocês, que me deram a oportunidade de viver uma noite tão especial" — disse St-Pierre, ainda no octógono.
A luta contra Carlos Condit foi considerada a luta da noite.
Em 16 de março de 2013, o canadense finalmente enfrentou Nick Diaz no UFC 158, em Montreal. St-Pierre venceu, mais uma vez, por decisão unânime. Apesar da luta ter gerado muita polêmica por declarações anteriores de GSP (que chegou a afirmar que "Nick Diaz era o maior mau caráter do esporte"), as desavenças foram deixadas de lado após a luta.
"Eu não queria lutar contra ele no boxe, pois é o melhor boxeador do MMA, também tem um jiu-jítsu muito bom, tem muita energia. aplausos para ele! Nunca levei isso para o pessoal. Ele está aqui há mais tempo que eu, sou um grande fã dele, é um dos caras que eu mais gosto de assistir" — disse o campeão dos meio-médios.
GSP enfrentou Johny Hendricks no UFC 167, no dia 16 de novembro de 2013. GSP venceu a luta por decisão dividida, mantendo então seu Cinturão. A decisão foi muito contestada nos fóruns e sites sobre MMA, e após a luta, GSP disse que precisaria dar um tempo no MMA, dando a entender que estaria se aposentando em curto prazo.
Com a vitória, o canadense quebrou três recordes do Ultimate de uma vez e se distanciou como o campeão mais dominante da companhia na atualidade. A vitória por decisão dividida, a sétima consecutiva por pontos, isolou GSP como lutador mais vitorioso dentro do octógono, com 19 triunfos; como campeão com mais vitórias em lutas valendo título no UFC, com 13; e como o atleta com mais tempo de luta no Ultimate, com 5h28m12s, superando as 5h03m51s de BJ Penn.

#### Pausa por tempo indeterminado
Depois da luta contra Nick Diaz, o técnico de GSP deu origem a boatos sobre sua aposentadoria, dizendo que provavelmente o campeão se aposentaria em breve graças ao desgaste físico e mental dos camps. Infelizmente para seus fãs, no dia 14 de dezembro de 2013, os boatos se mostraram verdadeiros, e GSP anunciou uma pausa por tempo indeterminado pouco depois de vencer  Johny Hendricks.
| “ | Para toda luta você tem muita pressão nos ombros. Fisicamente estou 100%, mas mentalmente sinto que não posso entrar em outro camp agora, e não sei quando estarei pronto. Tenho que manter o equilíbrio mental. Não quero que o UFC espere por mim, por isso abdiquei do meu título. Um dia vou me sentir bem de novo, aí poderei ser o desafiante. Preciso ter uma vida normal por um tempo. Agora vou seguir treinando, ficando melhor. Muita coisa tem que mudar. Vou poder viver mais a vida normal. A questão é que minha maior qualidade é também um grande problema: fico completamente obcecado por uma coisa. É uma coisa louca. Vou focar mais em coisas normais agora. Se eu voltar um dia, voltarei muito melhor e mais forte. - | ” |

### Retorno
Depois de quase 4 anos parado, o UFC anunciou que GSP voltaria à organização em novembro de 2017, lutando no UFC 217, contra Michael Bisping. St. Pierre venceu a luta por finalização (mata-leão), conquistando o cinturão peso-médio do UFC. Vagou o cinturão após descobrir um problema de saúde. Com isso, Robert Whittaker, o campeão interino, foi promovido a campeão linear peso-médio do UFC.

## Prêmios e títulos
UFC
- Campeão dos pesos médios (uma vez)
- Campeão dos pesos meio-médios (duas vezes)
- Campeão com mais vitórias em lutas valendo título no UFC (13)
- Atleta com mais tempo de luta no UFC (5h28m12s)
- Campeão interino dos meio-médios (uma vez)
- Segunda maior defesa de títulos do UFC (9 vezes)
- Segundo maior número de vitórias do UFC (19 vitórias)
- Maior número de vitórias por decisão do UFC (11 vezes)
- Maior número de defesas consecutivas da história dos meio-médios (9 vezes)
- Luta da Noite (4 vezes)
- Nocaute da Noite (1 vez)
- Finalização da Noite (1 vez)

Black Belt Magazine
- Lutador do ano (2008)[43]

MMAjunkie.com
- Lutador do ano (2009)[44]

Fight Matrix
- Lutador do Ano (2009)[44]
- Lutador do ano (2010)[44]

Rogers Sportsnet
- Atleta canadense do ano  (2008)[45]
- Atleta canadense do ano  (2009)[45]
- Atleta canadense do ano  (2010)[45]

Spike Guys' Choice Awards
- Lutador do ano (2010)[46]

Sports Illustrated (SI.com)
- Lutador do ano (2009)[47]

Wrestling Observer Newsletter awards
- Lutador mais impressionante do ano (2008)[48]
- Lutador mais impressionante do ano (2009)[48]
- Lutador mais impressionante do ano (2010)[48]
- Lutador mais impressionante do ano (2011)[48]

MMAPayout'
- Lutador do Ano (2009)[49]

World MMA Awards
- Lutador do Ano (2009)[50]

## Cartel no MMA
| Cartel no MMA   |             |            |
| 28 lutas        | 26 vitórias | 2 derrotas |
| Por nocaute     | 8           | 1          |
| Por finalização | 6           | 1          |
| Por decisão     | 12          | 0          |

| Res.    | Cartel | Oponente         | Método                                    | Evento                            | Data       | Round | Tempo | Local                     | Notas |
| ------- | ------ | ---------------- | ----------------------------------------- | --------------------------------- | ---------- | ----- | ----- | ------------------------- | --- |
| Vitória | 26-2   | Michael Bisping  | Finalização Técnica (mata-leão)           | UFC 217: Bisping vs. St.Pierre    | 04/11/2017 | 3     | 4:20  | Nova Iorque, Nova Iorque  | Retornou da aposentadoria; Estreia nos Médios; Ganhou o Cinturão Peso Médio do UFC; Performance da Noite; Tornou-se o primeiro lutador a ser campeão nos Meio-Médios e Peso Médio; Igualou o recorde de mais vitórias no UFC (20); Vagou o cinturão; Mais tarde anunciou a sua aposentadoria. |
| Vitória | 25-2   | Johny Hendricks  | Decisão (dividida)                        | UFC 167: St.Pierre vs. Hendricks  | 16/11/2013 | 5     | 5:00  | Las Vegas, Nevada         | Defendeu o Cinturão Meio Médio do UFC; Luta da Noite; Quebrou o recorde de lutador com mais vitórias no UFC(19); Quebrou o recorde de campeão com mais vitórias em lutas valendo título da organização(12); Anunciou aposentadoria.                                                           |
| Vitória | 24-2   | Nick Diaz        | Decisão (unânime)                         | UFC 158: St. Pierre vs. Diaz      | 16/03/2013 | 5     | 5:00  | Montreal, Quebec          | Defendeu o Cinturão Meio Médio do UFC. |
| Vitória | 23-2   | Carlos Condit    | Decisão (unânime)                         | UFC 154: St. Pierre vs. Condit    | 17/11/2012 | 5     | 5:00  | Montreal, Quebec          | Defendeu e unificou o Cinturão Meio Médio do UFC; Luta da Noite. |
| Vitória | 22-2   | Jake Shields     | Decisão (unânime)                         | UFC 129: St.Pierre vs. Shields    | 30/04/2011 | 5     | 5:00  | Toronto, Ontario          | Defendeu o Cinturão Meio Médio do UFC; Quebrou o recorde de defesas do Cinturão Meio Médio do UFC (6). |
| Vitória | 21-2   | Josh Koscheck    | Decisão (unânime)                         | UFC 124: St.Pierre vs. Koscheck 2 | 11/12/2010 | 5     | 5:00  | Montreal, Quebec          | Defendeu o Cinturão Meio Médio do UFC; Luta da Noite. |
| Vitória | 20-2   | Dan Hardy        | Decisão (unânime)                         | UFC 111: St.Pierre vs. Hardy      | 27/03/2010 | 5     | 5:00  | Newark, New Jersey        | Defendeu o Cinturão Meio Médio do UFC. |
| Vitória | 19-2   | Thiago Alves     | Decisão (unânime)                         | UFC 100: Making History           | 11/07/2009 | 5     | 5:00  | Las Vegas, Nevada         | Defendeu o Cinturão Meio Médio do UFC. |
| Vitória | 18-2   | B.J. Penn        | Nocaute Técnico (interrupção do córner)   | UFC 94: St-Pierre vs. Penn 2      | 31/01/2009 | 4     | 5:00  | Las Vegas, Nevada         | Defendeu o Cinturão Meio Médio do UFC. |
| Vitória | 17-2   | Jon Fitch        | Decisão (unânime)                         | UFC 87: Seek and Destroy          | 09/08/2008 | 5     | 5:00  | Minneapolis, Minnesota    | Defendeu o Cinturão Meio Médio do UFC; Luta da Noite. |
| Vitória | 16-2   | Matt Serra       | Nocaute Técnico (joelhadas no corpo)      | UFC 83: Serra vs. St-Pierre 2     | 19/04/2008 | 2     | 4:45  | Montreal, Quebec          | Ganhou e unificou o Cinturão Meio Médio do UFC. |
| Vitória | 15-2   | Matt Hughes      | Finalização (chave de braço)              | UFC 79: Nemesis                   | 29/12/2007 | 2     | 4:54  | Las Vegas, Nevada         | Ganhou o Cinturão Meio Médio Interino do UFC; Finalização da Noite; Finalização do Ano (2008). |
| Vitória | 14-2   | Josh Koscheck    | Decisão (unânime)                         | UFC 74: Respect                   | 25/08/2007 | 3     | 5:00  | Las Vegas, Nevada         | |
| Derrota | 13-2   | Matt Serra       | Nocaute Técnico (socos)                   | UFC 69: Shootout                  | 07/04/2007 | 1     | 3:25  | Houston, Texas            | Perdeu o Cinturão Meio Médio do UFC. |
| Vitória | 13-1   | Matt Hughes      | Nocaute Técnico (chute na cabeça e socos) | UFC 65: Bad Intentions            | 18/11/2006 | 2     | 1:25  | Sacramento, California    | Ganhou o Cinturão Meio Médio do UFC; Nocaute da Noite |
| Vitória | 12-1   | B.J. Penn        | Decisão (dividida)                        | UFC 58: USA vs Canada             | 04/03/2006 | 3     | 5:00  | Las Vegas, Nevada         | |
| Vitória | 11-1   | Sean Sherk       | Nocaute Técnico (cotoveladas e socos)     | UFC 56: Full Force                | 19/11/2005 | 2     | 2:53  | Las Vegas, Nevada         | |
| Vitória | 10-1   | Frank Trigg      | Finalização (mata-leão)                   | UFC 54: Boiling Point             | 20/08/2005 | 1     | 4:09  | Las Vegas, Nevada         | |
| Vitória | 9-1    | Jason Miller     | Decisão (unânime)                         | UFC 52: Couture vs Liddell 2      | 16/04/2005 | 3     | 5:00  | Las Vegas, Nevada         | |
| Vitória | 8-1    | Dave Strasser    | Finalização (kimura)                      | TKO 19: Rage                      | 29/01/2005 | 1     | 1:52  | Montreal, Quebec          | |
| Derrota | 7-1    | Matt Hughes      | Finalização (chave de braço)              | UFC 50: The War of '04            | 22/10/2004 | 1     | 4:59  | Atlantic City, New Jersey | Pelo Cinturão Meio Médio do UFC Vago. |
| Vitória | 7-0    | Jay Hieron       | Nocaute Técnico (socos e cotoveladas)     | UFC 48: Payback                   | 19/06/2004 | 1     | 1:42  | Las Vegas, Nevada         | |
| Vitória | 6-0    | Karo Parisyan    | Decisão (unânime)                         | UFC 46: Supernatural              | 31/01/2004 | 3     | 5:00  | Las Vegas, Nevada         | Estreia no UFC. |
| Vitória | 5-0    | Pete Spratt      | Finalização (mata-leão)                   | TKO 14: Road Warriors             | 29/11/2003 | 1     | 3:40  | Victoriaville, Quebec     | |
| Vitória | 4-0    | Thomas Denny     | Nocaute Técnico (corte)                   | UCC 12: Adrenaline                | 25/01/2003 | 2     | 4:45  | Montreal, Quebec          | Defendeu o Cinturão Meio Médio do UCC |
| Vitória | 3-0    | Travis Galbraith | Nocaute Técnico (cotoveladas)             | UCC 11: The Next Level            | 11/10/2002 | 1     | 2:03  | Montreal, Quebec          | Defendeu o Cinturão Meio Médio do UCC. |
| Vitória | 2-0    | Justin Bruckmann | Finalização (chave de braço)              | UCC 10: Battle for the Belts 2002 | 15/06/2002 | 1     | 3:54  | Gatineau, Quebec          | Ganhou o Cinturão Meio Médio do UCC. |
| Vitória | 1-0    | Ivan Menjivar    | Nocaute Técnico (socos)                   | UCC 7: Bad Boyz                   | 25/01/2002 | 1     | 4:59  | Montreal, Quebec          | Estreia no MMA. |